# 大小洞天

小洞天

大小洞天（だいしょうどうてん）は、中華人民共和国海南省の南端三亜市崖州区の海岸にある景勝地である。

## 概要
大小洞天は、三亜市中心部から西に40キロ離れた南山の麓に位置し 、風光明媚な場所で、面積は22.5平方キロメートルである。
唐王朝の僧侶鑑真が日本への旅の途中、ここに漂着して、それ以来この場所は仏教の聖地となった。南宋時代に南宗道教五祖の白玉蟾がここを選び伝道し、淳熙年間に当地郡守の毛奎が「大小洞天」と名付けた。中国語で「洞天」とは、別天地、佳境などの意味である。
2007年には、中国の観光地等級AAAAAとして登録された。

## 参照項目
- 三亜市の観光